# Адамдигхи
Адамдигхи (бенг. আদমদিঘী, англ. Adamdighi) — город на севере Бангладеш, административный центр одноимённого подокруга. Площадь города равна 4,17 км². По данным переписи 2001 года, в городе проживало 5404 человека, из которых мужчины составляли 54,57 %, женщины — соответственно 45,43 %. Плотность населения равнялась 1296 чел. на 1 км². Уровень грамотности населения составлял 43,7 % (при среднем по Бангладеш показателе 43,1 %).